# Aleksandr Gołownia (wojskowy)
Aleksandr Antonowicz Gołownia (ros. Александр Антонович Головня, ur. 6 grudnia 1925 w miejscowości Starotitarowskaja w rejonie tiemriukskim w Kraju Krasnodarskim, zm. 2 listopada 1996 w Dniepropietrowsku) – radziecki wojskowy, starszy sierżant, Bohater Związku Radzieckiego (1945).

## Życiorys
Urodził się w rodzinie robotniczej. Skończył 7 klas, później pracował w kołchozie, od sierpnia 1942 do września 1943 znajdował się na terytorium okupowanym przez Niemców. Od kwietnia 1944 służył w Armii Czerwonej, od maja 1944 uczestniczył w wojnie z Niemcami, został strzelcem i potem dowódcą drużyny w Samodzielnej Armii Nadmorskiej. Później walczył na 1 Froncie Białoruskim w składzie 696 pułku piechoty 3838 Dywizji Piechoty 33 Armii, był ranny. W 1944 brał udział m.in. w wyzwalaniu Krymu i walkach na przyczółku puławskim, a w 1945 w operacji wiślańsko-odrzańskiej, forsowaniu Odry i operacji berlińskiej, w tym w walkach o Frankfurt nad Odrą. 14 stycznia 1945 w walce k. wsi Szlachecki Las osobiście zabił 10 niemieckich żołnierzy i wraz z dowodzoną przez siebie drużyną odparł atak. 5 lutego 1945 podczas forsowania Odry przejął dowodzenie plutonem po dowódcy wyeliminowanym z walki, po czym wraz z plutonem wyparł Niemców z okopu, uchwycił niewielki przyczółek i utrzymał go do przeprawienia się przez rzekę głównych sił batalionu. Po wojnie służył w 120 Gwardyjskiej Dywizji Piechoty w Grupie Wojsk Radzieckich w Niemczech, w 1946 został zdemobilizowany w stopniu starszego sierżanta. Pracował w Dniepropietrowsku jako majster w warsztacie w jednym z miejskich zakładów przemysłowych, w 1959 ukończył technikum, po czym pracował w fabryce maszyn.

## Odznaczenia
- Złota Gwiazda Bohatera Związku Radzieckiego (24 marca 1945)
- Order Lenina (24 marca 1945)
- Order Wojny Ojczyźnianej I klasy (11 marca 1985)
- Order Sławy III klasy (14 lutego 1945)
- Medal „Za wyzwolenie Warszawy”
- Medal „Za zdobycie Berlina”
- Medal „Za zwycięstwo nad Niemcami w Wielkiej Wojnie Ojczyźnianej 1941–1945”